# Déjà Vu II: Lost in Las Vegas
Déjà Vu II: Lost in Las Vegas è un videogioco di avventura grafica della ICOM Simulations, pubblicato nel 1988 dalla Mindscape per Macintosh e negli anni successivi per diversi computer, oltre che per CD-i. È il sequel di Déjà Vu ed è un noir ambientato negli anni '40. 
Il gioco è la quarta e ultima avventura grafica sviluppata da ICOM Simulations sul motore grafico MacVenture.
Le confezioni originali hanno sulla copertina un volto in rilievo di plastica del protagonista, personaggio alla Humphrey Bogart, come nel videogioco Suspended.
Un remake del gioco e del predecessore è stato pubblicato per Game Boy Color nel dicembre 1999 col titolo Déjà Vu I & II: The Casebooks of Ace Harding.

## Trama
Alla fine degli anni quaranta, Theodore "Ace" Harding si risveglia in una stanza al Lucky Dice Hotel and Casino di Las Vegas. Il noto gangster Tony Malone ha perso 112.000$ in seguito agli eventi del primo capitolo, di cui Ace è stato il capro espiatorio.

## Modalità di gioco
L'interfaccia rimane quasi identica a quella del primo Déjà Vu, con finestre dedicate alla visuale statica in prima persona, all'inventario, ai messaggi di testo in inglese, alla mappa delle uscite, e al menù con gli stessi otto comandi.
Come in Déjà Vu, il gameplay prevede il posizionare le prove raccolte nei posti giusti.
L'ambientazione è una scarsamente popolata Las Vegas, con poche zone da esplorare. Al giocatore è comunque data la possibilità di prendere il treno e visitare altre città, ad esempio Chicago; prendere il treno per Los Angeles o St. Louis comporterà una delle numerose scene di morte del gioco, in cui Ace viene ucciso da uno degli antagonisti, l'assassino Stogie Martin. Visitando Chicago sarà possibile riesplorare le stesse aree del primo gioco, che presentano alcuni cambiamenti.
Come nei precedenti giochi MacVenture, anche in Déjà Vu II c'è un tempo limite: qui è dettato dall'assassino Stogie Martin, che periodicamente ricorderà ad Ace di "venire con i soldi". Ace può avere flashback entrando a contatto con determinati ambienti o fotografie.

## Accoglienza
L'accoglienza della critica di solito fu positiva, soprattutto per quanto riguarda la versione Amiga, che ricevette ad esempio un voto di 90% da The Games Machine.
Tuttavia Computer Gaming World ha recensito negativamente la versione per Macintosh, commentando: «Giochi dal testo lineare del tipo "indovina i comandi" sono in fondo alla nostra lista delle cose noiose con cui perdere tempo». Un esempio riportato nella recensione è il comando "Operate - Flashlight" che corrisponde a usare la torcia elettrica come arma, mentre per accenderla il comando è "Flashlight - Operate - Flashlight".
Le vendite piuttosto basse rispetto ai tre titoli MacVenture precedenti portarono all'annullamento della versione per Nintendo Entertainment System.